# Rannarveskeppen

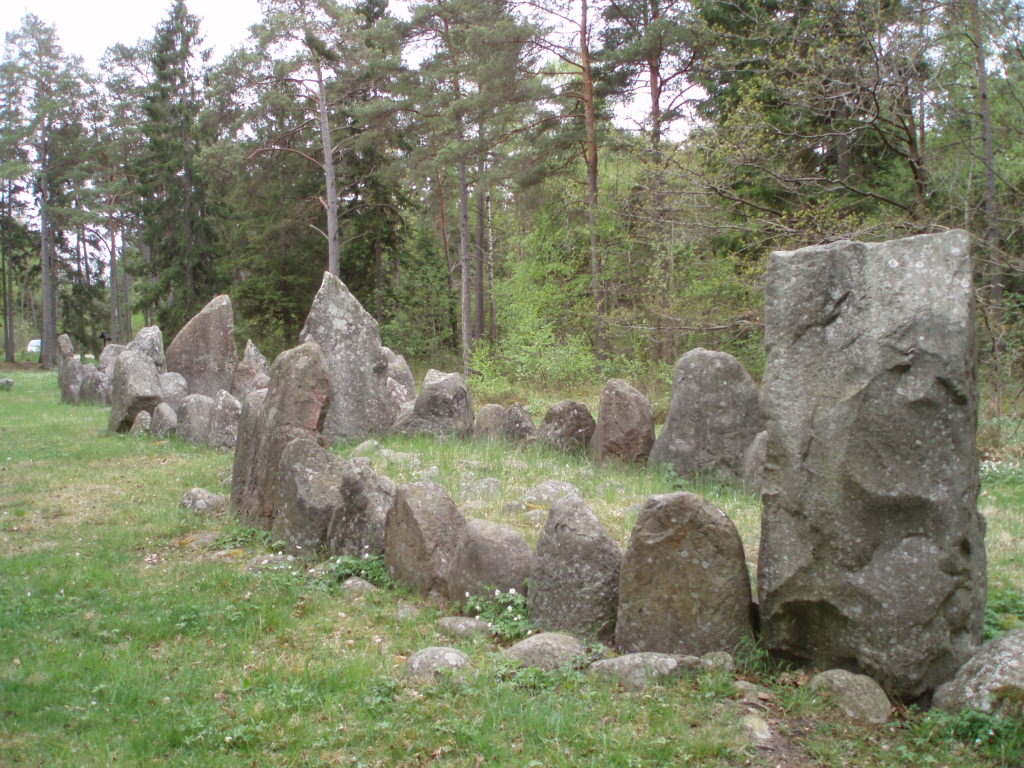
Vy mot söder/bilparkeringen

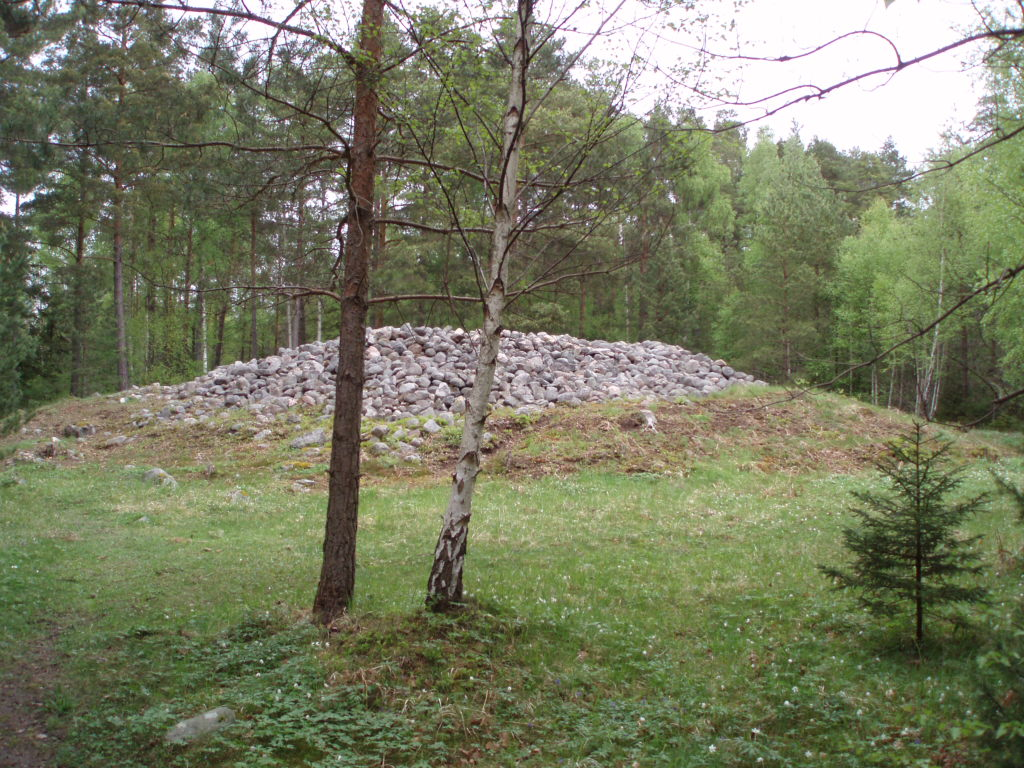
Närliggande röse

Rannarveskeppen är ett säreget gravfält från yngre bronsåldern i Klinte socken på västra Gotland, strax nordost om Klintehamn. På gravfältet finns åtta fornlämningar; sex skeppssättningar, en rund stensättning och en rest sten.
Fyra av skeppssättningarna är belägna i rad, är exakt lika stora och har gemensamma stävstenar. Sammanlagt mäter de fyra skeppssättningarna 32 meter och är fyra meter breda. Stenarna är resta, tätt ställda och stävstenarna är högre än övriga, omkring två meter höga. Gravsättningen seglar i nord-sydlig riktning. Rannarveskeppen undersöktes och restaurerades 1966-1967. I den näst sydligaste av de fyra sammanbyggda skeppssättningarna låg en gråstenskista, vilken innehöll en ovanlig husurna med brända ben och två miniatyrknivar i brons.
Övriga två skeppssättningar är mindre och den ena är skadad. I den ena av dessa påträffades vid de arkeologiska undersökningarna en bikornisk urna med brända ben samt miniatyrföremål i brons, bland annat en pincett och en rakkniv. Trakten runt Rannarve är rik på fornlämningar och om man fortsätter stigen 300 meter norrut kommer man till ett stort gravröse som är knappt tre meter högt och 21 meter i diameter.